# 大雄的南極冰天雪地大冒險

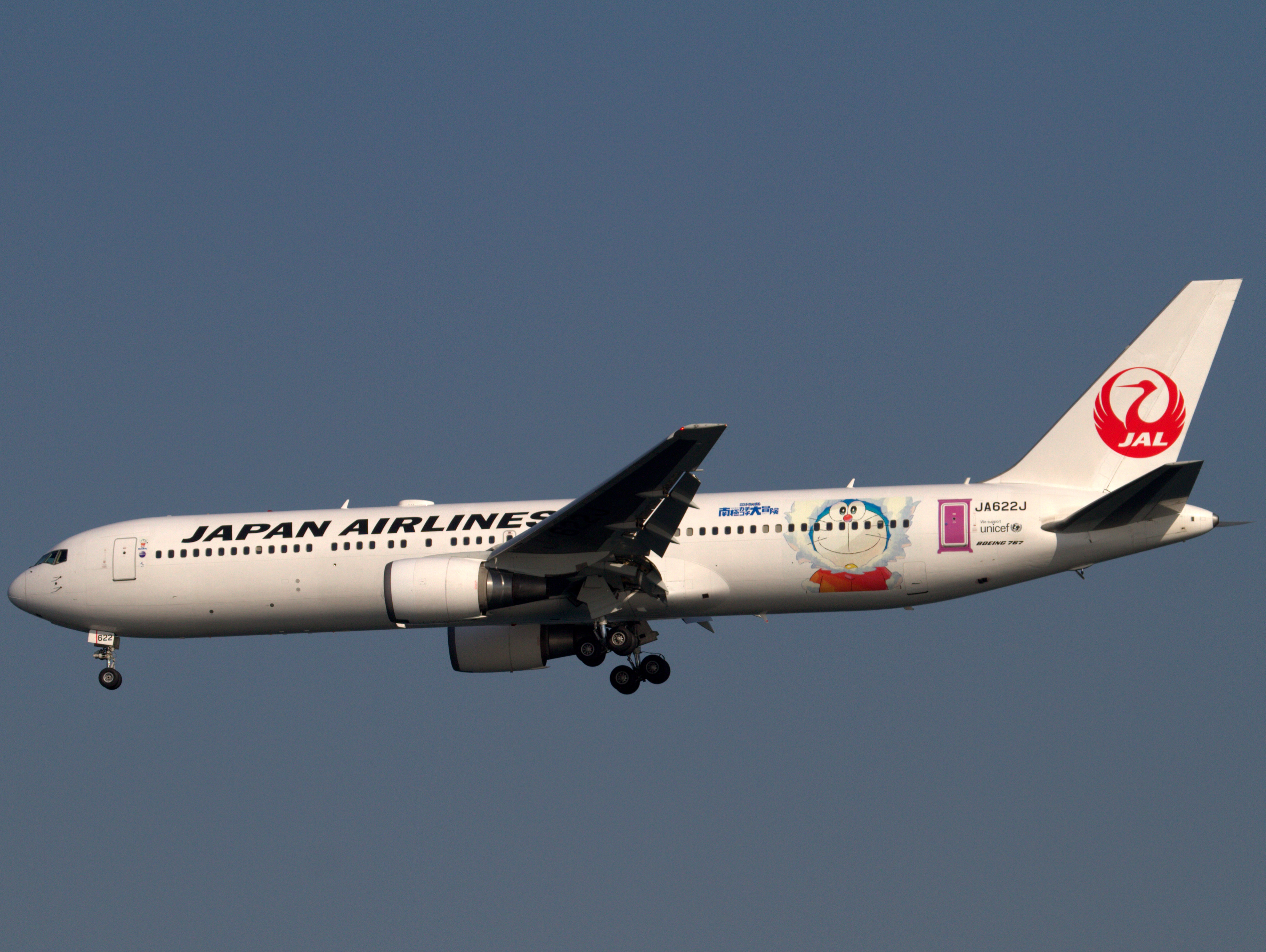
JAL 哆啦A梦JET（结盟计划）

《多啦A夢：大雄之南極凍冰冰大冒險》，是第37部哆啦A夢電影作品（水田版系列第12作）。本片故事取材延伸於《多啦A夢》單行本（瓢蟲漫畫）第18巻第6回〈在冰山內的小屋〉（大氷山の小さな家）。本片是繼《大雄之宇宙英雄記》兩年後又一原創作品。

## 劇情
正篇故事開始的十萬年前，在南極的卡菈遺失了她的金手環。因為無法忍受炎熱的夏日，哆啦A夢帶著大雄、靜香、胖虎及小夫到漂浮在南太平洋的冰山上避暑，用冰雕工藝組打造冰製遊樂園，並無意間在冰裡發現金手環，哆啦A夢利用道具測出金手環是在十萬年前的南極被凍結。為了調查此事，大雄和朋友們換上極地探險套裝，前往南極尋找金手環的失主。
眾人在冰河深處發現一座藍色高塔，裡面有隻外型如小長毛象、帶著袋子的生物被凍在冰塊中，大雄將之稱為毛毛。將冰解凍後，他們利用時光腰帶回到十萬年前，遇見遺跡內的少女卡菈，她騎著黃色長毛象外型生物尤卡丹。在胖虎用歌聲擊退追逐卡菈的章魚怪後，金手環被石蝙蝠搶走，之後大雄等人在卡菈的帶領下，進入基地與博士會面。博士表示，自己的母星「冰河冰河星」距離地球十萬光年，該星球遠古時期有超群的科技，但他們意外發現了遠古的冰之使者，導致整個星球凍結。他們只能離開母星，並在地球找到冰河冰河星的祖先留在地球的遺跡，以及可用於封住冰之使者的金手環。
次日他們前往石蝙蝠的巢穴，擊敗了守護遺跡的石像，成功找回金手環。然而，他們發現地球上的冰之使者正在甦醒，必須將金手環放回冰之使者身上，否則地球會被冰封。冰之使者甦醒後，開始將整個世界結凍，大雄等人趕緊用時光腰帶回到十萬年後，但哆啦A夢和尤卡丹卻被冷風吹走，遺留在十萬年前，而且時光腰帶的電池耗盡，使得大雄無法即時返回。另一方面，哆啦A夢想起在出發前，哆啦美對自己說的預言，便將時光腰帶的電池交給毛毛並讓牠冬眠，藉此將電池交給十萬年後的大雄。大雄等人再次返回十萬年前，救出哆啦A夢並凍住冰之使者，並用冰雕工藝組破開冰層，讓卡菈把金手環變成的劍插入冰之使者內，將冰之使者封印。
故事結尾，博士與卡菈帶著金手環碎片返回母星，而大雄等人返回現代的東京。一星期後，哆啦A夢利用博士給他的座標，透過天文望遠鏡觀看冰河冰河星的景象，該星球的冰正在融化，不久後展現出綠意。

## 配音員

### 預告片旁白
- 臺灣（公映版本）：楊凱凱（大雄）
- 香港：黃昕瑜、陸惠玲（大雄）、張炳強

### 角色
| 角色                | 配音員                         | 配音員               | 配音員               | 配音員               | 配音員             |
| 角色                | 日本                           | 香港                 | 臺灣                 | 臺灣                 | 中国大陆           |
| 角色                | 日本                           | 香港                 | 蜜蜂版本             | 木棉花版本           | 中国大陆           |
| 原著角色            | 原著角色                       | 原著角色             | 原著角色             | 原著角色             | 原著角色           |
| ------------------- | ------------------------------ | -------------------- | -------------------- | -------------------- | ------------------ |
| 哆啦A夢             | 水田山葵                       | 黄昕瑜               | 陳美貞               | 陳美貞               | 山新               |
| 大雄                | 大原惠                         | 陸惠玲               | 楊凱凱               | 楊凱凱               | 黎筱濛             |
| 靜香                | 嘉數由美                       | 梁少霞               | 許淑嬪               | 許淑嬪               | 佟心竹             |
| 胖虎                | 木村昴                         | 陳卓智               | 于正昇               | 于正昌               | 郝祥海             |
| 小夫                | 關智一                         | 黃鳳英               | 劉傑                 | 劉傑                 | 王禎               |
| 哆啦美              | 千秋                           | 鄭麗麗               | 許淑嬪               | 許淑嬪               | 小祈               |
| 野比玉子            | 三石琴乃                       | 陳安瑩               | 許淑嬪               | 許淑嬪               | 杨希               |
| 野比大助            | 松本保典                       | 張炳強               | 劉傑                 | 劉傑                 | 陈喆               |
| 電影角色            |                                |                      |                      |                      |                    |
| 卡拉                | 釘宮理惠                       | 楊婉潼               | 穆宣名               | 李昀晴               | 阎么么             |
| 博士                | 浪川大輔                       | 黃志明               | 袁光麟               | 張騰                 | 藤新               |
| 毛毛/猶卡丹         | 遠藤綾 東山奈央                |                      | 徐瑀甄               | 王貞令 劉如蘋        |                    |
| 泡泡                | 淺田舞 織田信成                |                      |                      |                      |                    |
| 奧托岡              | 八木真澄                       |                      | 蘇恩裕               |                      |                    |
| 亞米提姆（多啦A貨） | 高橋茂雄 水田山葵（假哆啦A夢） | 黄昕瑜 （假哆啦A夢） | 陳美貞 （假哆啦A夢） | 陳美貞 （假哆啦A夢） | 山新 （假哆啦A夢） |
| 冰之使者            | 平原綾香                       |                      |                      |                      |                    |

其他參與了中國大陆配音的配音員們（配音的角色不详）：嘉寶、沈念如、闫莉佳、郭默凌、小丹丹。

## 角色介紹
卡菈（日语配音：釘宮理惠） (Карла)
一位知道金手环之谜的神秘少女，在10万年前为了拯救自己的星球（冰河冰河星）而與希亚克伊博士共同来到10萬年前地球的南極尋找封印自己星球的冰之使者的金手环，卻意外把地球的冰之使者解封。對地球人吃刨冰感到驚訝。
希亞克伊博士（日语配音：浪川大輔）
为拯救冰河冰河星而航行宇宙寻找金手环的旅途，在10万年前與卡菈一起来到了地球，居住在祖先建造的城市展开相關研究。初登時穿救生服的模樣雷同藤子另一作品《小酋長小黑》主角。最後憑硏究胖虎和小夫在塔中石蝙蝠住所帶來的各個星球的殘缺金手環實驗品，成功解開了冰河冰河星的冰封。
泡泡（日语配音：浅田舞、织田信成）
來自冰河冰河星，疑似獁象的生物，能冬眠幾百萬年，而且在冬眠中不會有年齡的增長。事實上此為《小酋長小黑》角色，曾在《新·大雄的宇宙开拓史》中客串出現。
毛乎小宝／犹卡丹（日语配音：遠藤綾／東山奈央）
两只毛发分别是黄色和蓝色的泡泡，后来发现其实毛乎小宝（中版字幕譯「莫之介」）就是冬眠了十萬年的犹卡丹。哆啦A夢用此特點將時光腰帶備用電池（上有星星圖案）給大雄，以便他能回來拯救自己。
（登场时的背景音乐演唱：平原綾香）
擁有非常先進的航空科技的冰河冰河星人製造的龐大怪物，是最強的移動石像，在不同星球也有，能夠在短時間內冰封整個星球。此外它也是令冰河冰河星被冰封的元兇。用金手环就能封印著它。
章魚怪（日语配音：八木真澄）
守護在南極地底遺跡的石像，形象似一條八爪魚，懂得移動並噴出黑紫色黏液，弱點是聲波，最後隨地底遺址被冰之使者冰凍。
怪鸟亞米提姆（日语配音：高橋茂雄）
神秘物體，地底遺址一座塔中的主人，真身像一隻企鵝，用石蝙蝠盜取了各個星球的金手環實驗品。它能變臉，曾變成哆啦A夢的樣貌來欺騙大雄等人上當，實則想把他們殺死（冰棱刺死）。最後被卡菈用哆啦A夢道具－急凍燈冰住（靜香隨後發現這裡即是一行人用時光腰帶穿梭的起點），直到10萬年後被胖虎意外解凍，恢復真身後想發狂攻擊大雄等人，最後又被哆啦A夢用急凍燈冰住。

## 工作人員

### 台灣
- 翻譯：左鈴鐺（2017年公映版本[8]、2023年木棉花重新發行版本[9]）

### 中国大陆[7]
- 翻譯：许思源、传神语联
- 进口：中国电影集团公司
- 译制：八一電影制片厂
- 录音：蜂巢音悦
- 参加配音：北斗企鹅工作室
- 配音导演： 藤新
- 台本统筹：郭龙
- 歌词定位：蒋蕾
- 制片：王进喜
- 发行：华夏电影发行有限责任公司

## 主題曲
| 類別   | 歌曲                      | 作詞         | 作曲     | 编曲       | 演唱                                                                 |
| ------ | ------------------------- | ------------ | -------- | ---------- | -------------------------------------------------------------------- |
| 片頭曲 | 《實現夢想的多啦A夢》（夢をかなえてドラえもん） | 黑須克彥     | 黑須克彥 | 大久保薰   | Mao（Columbia Entertainment） 合唱：向日葵兒童合唱團（日本哥伦比亚） |
| 主題曲 | 《打造我的心》（僕の心をつくってよ）        | 平井堅       | 平井堅   | 龜田誠治   | 平井堅                                                               |
| 插曲   | 《泡泡舞》（パオパオダンス）            | 杉山昭彦（杉山昭彦） |          | 沢田完（沢田完） | 合唱：云雀儿童合唱团（杉並児童合唱団）                                             |

## 票房
| 2016年： 《你的名字。》 | 全球年度最高日本動畫電影票房 2017年 | 2018年： 《名偵探柯南：零的執行人》 |

| 上一届： 樂來越愛你 | 2017年日本週末票房冠軍 第9周 | 下一届： 《海洋奇緣》 |

## 其他

### 日本制作相关
- 为该片演唱主题曲的平井坚小时候曾经看过《大雄的恐龙》跟《大雄的宇宙开拓史》，还因此哭过，让他印象深刻。
- 作为嘉宾的日本花样滑冰选手织田信成和浅田舞参加了该片的配音。
- 该片中为怪鸟亚米提姆配音的八木真澄是第一次挑战配音工作。
- 该片的导演高桥敦史从2013年起加入《哆啦A梦》动画班底，曾担任分镜原画、演出、剧本与原画等工作。

### 香港版特點
- 本作是洲立影片發行以來《多啦A夢》電影首次製作粵語配音預告片的《多啦A夢》2D電影作品。（同為洲立發行有製作粵語預告的《STAND BY ME 多啦A夢》為3DCG作品，而《新·大雄之日本誕生》只有日語預告）
- 本作在戲院公映時，有為片名《電影多啦A夢：大雄之南極凍冰冰大冒險》以及法寶出場且有日文原名的畫面添上字幕。
- 胖虎唱歌时(00:48:36)(01:21:14)，两次唱的歌曲均为《我叫做胖虎》，即經典的「我叫做胖虎，我係小霸王，大力又強壯……」
- 本作是香港繼《大雄的新魔界大冒險》之後再次收錄「來年預告」的《多啦A夢》電影作品，也是香港多啦A夢配音員黃昕瑜首次為「來年預告」配音。

### 台灣版特點
- 胖虎唱歌时(00:48:36)(01:21:14)，两次唱的歌曲均为《胖虎之歌》，即經典的「我是胖虎，我是孩子王，我天下無敵……」
- 大雄尚未吃翻譯蒟蒻前，卡菈原先講的是自己星球語言「冰河冰河語」（字幕未標注），此外《泡泡舞》歌詞也亦同。
- 冒險結束回到現實世界的1周後晚上，大雄听电台时，對白出現中/日文混雜。
- 於電影院、MOMO親子台以及光碟內均未收錄「來年預告」。

### 中国大陆版“彩蛋”
- 胖虎唱歌时(00:48:36)(01:21:14)，两次唱的歌曲均为的国语版本；
- 在哆啦A梦做冰山形成原理演示时，迷你哆啦的口头禅“哆啦啦啦”被改为“哆啦哆啦”(00:19:32、33)
- 冒險結束1周後的晚上大雄听电台时(01:36:03)，對白被翻译为“欢迎收听极地电台·怒放”，而极地电台和怒放则是北斗企鹅工作室推出的相关企划。然而字幕仍按照原版台词翻译。

## 游戏
- 【名称】南极大冒险

- 【CERO】A

- 【发售公司】FuRyu有限公司

- 【发售日】2017年3月2日

- 【登陆平台】任天堂3DS[10]

## 備註
1. ↑  雖經日本片商由凤仪（内蒙古）影业有限公司簽約引進，但根据中国大陆的外国电影进口政策，此片华夏电影發行，凤仪（内蒙古）影业有限公司則協助推廣。
2. 公映版本中打出的片名翻译是“哆啦A梦：大雄的南极冰冰凉大冒险”。

## 外部連結
- （日語）《ドラえもん のび太の南極カチコチ大冒険》公式サイト（页面存档备份，存于）
- 《电影哆啦A梦：大雄的南极冰天雪地大冒险》台湾特设网站 （页面存档备份，存于）（繁體中文）
- 互联网电影数据库（IMDb）上《大雄的南極冰天雪地大冒險》的资料（英文）
- 豆瓣电影上《大雄的南極冰天雪地大冒險》的資料 （简体中文）
- 爱奇艺（页面存档备份，存于）上《大雄的南极冰冰凉大冒险 （页面存档备份，存于）》（日语配音、简体中文字幕）
- 爱奇艺（页面存档备份，存于）上《大雄的南极冰冰凉大冒险（国语） （页面存档备份，存于）》（中国大陆配音）